# György Bródy
György Bródy, född 21 juli 1908 i Budapest, död 5 augusti 1967 i Johannesburg, var en ungersk vattenpolospelare.
Bródy blev olympisk guldmedaljör i vattenpolo vid sommarspelen 1932 i Los Angeles.